# 刘莉娜
刘莉娜（1982年2月16日—），中华人民共和国作家，出生于江苏省南京市。
就读于上海华东师范大学中文系。2003年因获第二届全国新概念作文大赛一等奖成名。现为《上海采风月刊》责任编辑。出版有《曲终人散》，收录其作品《风里密码》、《太阳雨》、《生活在别处》、《第七日》。